# Juri Alexandrowitsch Petrow

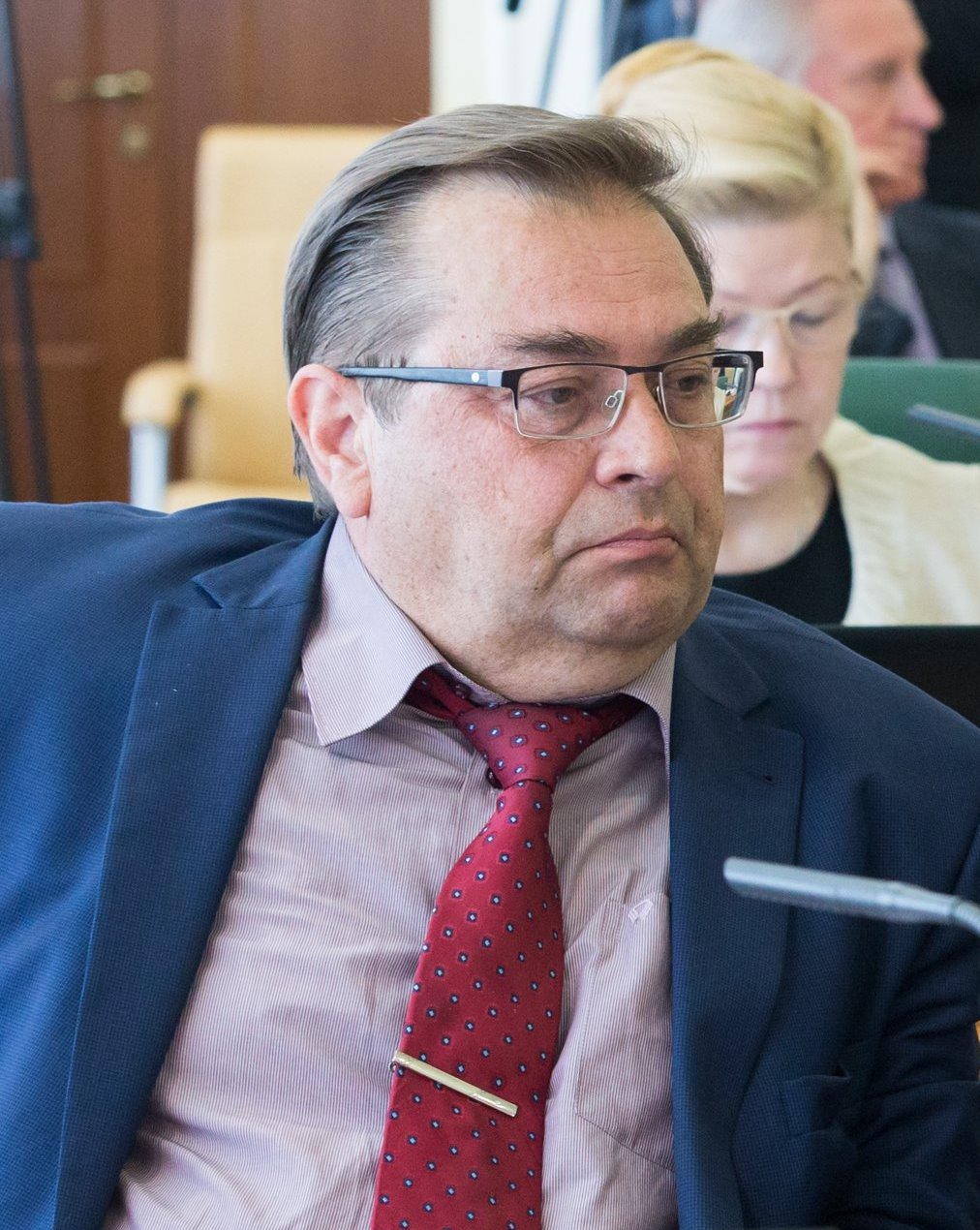
Juri Alexandrowitsch Petrow, 2016

Juri Alexandrowitsch Petrow (russisch Юрий Александрович Петров; * 10. Juni 1955 in Sagorsk) ist ein russischer Historiker und Direktor des Instituts für Russische Geschichte der Russischen Akademie der Wissenschaften in Moskau.

## Leben
1978 schloss Petrow sein Studium der Geschichte an der staatlichen Lomonossow-Universität Moskau ab. Danach arbeitete er als Leiter der Ausstellungsabteilung im Staatlichen Historischen Museum in Moskau. Seit 1985 forscht er im Zentrum der russischen Geschichte des 19. Jahrhunderts am Institut für Geschichte der Sowjetunion, dem heutigen Institut für Russische Geschichte. Seit 2010 ist Juri Petrow Direktor dieses Instituts. Petrow promovierte im Jahr 1986 zum Thema Die Rolle der Moskauer Aktienhandelsbanken bei der Bildung von Finanzkapital in Russland. 1999 folgte seine Habilitation zum Thema Moskauer Bürgertum im frühen 20. Jahrhundert: Unternehmertum und Politik.
Während der Jahre 1990 bis 2003 war Petrow als Leiter der Abteilung für Neue Geschichte bei der Zeitschrift „Otečestvennaja istorija“, heute „Russische Geschichte“ tätig. Ab 1995 war er Redaktionsmitglied dieser Zeitschrift. Danach leitete er bis 2010 die Abteilung für Geschichte im Departement für Außen- und Öffentlichkeitsarbeit der Bank Rossii (Zentralbank).
Seit 2013 ist Petrow der Vorsitzende des Wissenschaftlichen Rates der Russischen Akademie der Wissenschaften für Geschichte der Sozialreformen, Volksbewegungen und Revolutionen.
Petrow ist Autor von 12 Monografien und mehr als 150 wissenschaftlichen Beiträgen und Aufsätzen, die in verschiedenen Sprachen publiziert wurden.